# Експортно-імпортний банк США
Експортно-імпортний банк США — державний спеціалізований банк, створений у 1934 році. Банк є важливою ланкою державного регулювання економіки, зовнішньої торгівлі та міжнародних кредитних відносин. Діяльність банку регламентується окремим законом, прийнятим у 1945 році. Головним завданням банку є сприяння експорту американських товарів шляхом надання позик іноземним імпортерам та гарантій американським комерційним банкам за зовнішніми позиками. Кредити іноземним компаніям та урядам, як правило, пов'язані з оплатою товарів найпотужніших американських компаній («Дженерал Електрик», «Боїнг» та ін.) Ресурси банку складаються із власного капіталу, який належить міністерству фінансів, та позик казначейства.